# 植璋
植璋（？—1774年），字綱四，號榕南，廣東東莞縣水南人。清朝軍事將領，武榜眼及第。官至湖北均房營參將，參與第二次金川之戰，負傷身死。

## 生平

### 登黃甲
植璋之父省齋，在當地留心鄉學，倡建書院。植璋少有勇畧，善於騎射，乾隆十八年（1753年）登科武舉人，二十二年（1757年）高中丁丑科武殿試一甲第二名，賜武進士及第，充御前二等侍衞。

### 出軍職
乾隆二十八年（1763年），授浙江處州鎮標中軍遊擊。值高宗南巡，植璋辦事妥當，紀功加一級，賞緞疋貂皮荷包。乾隆三十五年（1770年），陞湖北均房營參將。

### 征金川
不久，金川事又起。乾隆三十八年（1773年），植璋隨定西將軍阿桂出師，作戰勇猛，身先士卒，功績卓著。次年大軍再進攻，植璋在作戰中負傷，不久卒於軍營。朝廷降旨撫恤，護送歸葬。不久，命從祀昭忠祠，并付史館立傳。乾隆五十九年（1794年），廣東巡撫朱珪奏賞恩騎尉世職。